# Ellerdine
Ellerdine – osada w Anglii, w hrabstwie ceremonialnym Shropshire, w dystrykcie (unitary authority) Telford and Wrekin. Leży 16 km na północny wschód od miasta Shrewsbury i 220 km na północny zachód od Londynu.